# Port lotniczy Xi’an-Xianyang
Port lotniczy Xi’an-Xianyang (IATA: XIY, ICAO: ZLXY) – międzynarodowy port lotniczy położony w Xi’an, w prowincji Shaanxi. Jest 9. co do wielkości portem lotniczym w Chińskiej Republice Ludowej.

## Linie lotnicze i połączenia
| Linia Lotnicza            | Kierunek |
| ------------------------- | --- |
| 9 Air                     | 1. Guangzhou 2. Tumxuk 3. Turfan |
| AirAsia X                 | 1. Kuala Lumpur |
| Air Busan                 | 1. Pusan |
| Chang’an Airlines         | 1. Bazhong 2. Beihai 3. Changchun 4. Chifeng 5. Dalian 6. Dunhuang 7. Fuzhou 8. Guilin 9. Guiyang 10. Haikou 11. Harbin 12. Huai’an 13. Zhijiang 14. Huizhou 15. Jingdezhen 16. Lianyungang 17. Mudanjiang 18. Nanyang 19. Ningbo 20. Qinhuangdao 21. Rizhao 22. Sanya 23. Shenyang 24. Tangshan 25. Tongliao 26. Tongren 27. Weifang 28. Wenzhou 29. Xiamen 30. Yichang 31. Yingkou 32. Zhuhai |
| Air China                 | 1. Astana 2. Pekin 3. Pekin-Daxing 4. Hangzhou 5. Hohhot 6. Karamay 7. Szanghaj-Pudong 8. Tiencin 9. Wenzhou 10. Wuhan |
| Air Guilin                | 1. Guilin |
| Asiana Airlines           | 1. Seul-Inczon |
| Beijing Capital Airlines  | 1. Chenzhou 2. Chizhou 3. Enshi 4. Guilin 5. Haikou 6. Hangzhou 7. Huangshan 8. Jinan 9. Lijiang 10. Mang 11. Nanchang 12. Nankin 13. Sanya 14. Shijiazhuang 15. Songyuan 16. Xiamen 17. Xining 18. Yichun 19. Yining 20. Yueyang 21. Yushu |
| Cathay Pacific            | 1. Hongkong |
| Chengdu Airlines          | 1. Changsha 2. Dunhuang 3. Jiayuguan |
| China Eastern Airlines    | 1. Aksu 2. Altay 3. Pekin-Daxing 4. Changchun 5. Changsha 6. Changzhou 7. Chongqing 8. Dali 9. Dalian 10. Dongying 11. Dubaj 12. Dunhuang 13. Fuzhou 14. Golmud 15. Guangzhou 16. Guilin 17. Guiyang 18. Haikou 19. Hangzhou 20. Hanoi 21. Harbin 22. Hefei Xinqiao 23. Hohhot 24. Hongkong 25. Hotan 26. Jiayuguan 27. Jieyang 28. Jinan 29. Jinchang 30. Jinggangshan 31. Karamay 32. Kaszgar 33. Korla 34. Kunming 35. Kuqa 36. Lanzhou 37. Lhasa 38. Lianyungang 39. Makau 40. Mediolan-Malpensa 41. Moskwa-Szeremietiewo 42. Nanchang 43. Nankin 44. Nanning 45. Ningbo 46. Ordos 47. Phuket 48. Qingdao 49. Sanya 50. Seul-Inczon 51. Shache 52. Szanghaj-Hongqiao 53. Szanghaj-Pudong 54. Shenyang 55. Shenzhen 56. Xigazê 57. Sydney 58. Taizhou 59. Tiencin 60. Tokio-Narita 61. Urumczi 62. Weihai 63. Wenzhou 64. Wuhan 65. Wuhu 66. Wuxi 67. Xiamen 68. Xining 69. Xinyang 70. Xishuangbanna 71. Yan’an 72. Yantai 73. Yinchuan 74. Yining 75. Yiwu 76. Yulin 77. Yushu 78. Zhangye 79. Zhuhai 80. Zunyi |
| China Express Airlines    | 1. Changchun 2. Changzhi 3. Chengde 4. Fuzhou 5. Hangzhou 6. Jiamusi 7. Korla 8. Qingdao 9. Qinhuangdao 10. Quzhou 11. Shangrao 12. Xiangyang 13. Yulin |
| China Southern Airlines   | 1. Ałmaty 2. Aszchabad 3. Pekin-Daxing 4. Changchun 5. Changsha 6. Chengdu-Shuangliu 7. Chengdu-Tianfu 8. Chongqing 9. Dalian 10. Daqing 11. Guangzhou 12. Harbin 13. Hotan 14. Kaszgar 15. Korla 16. Kunming 17. Nanning 18. Shenyang 19. Shenzhen 20. Shiyan 21. Urumczi 22. Wuhan 23. Yiwu 24. Zhuhai |
| Colorful Guizhou Airlines | 1. Xingyi |
| Dalian Airlines           | 1. Pekin |
| Donghai Airlines          | 1. Jingzhou 2. Shenzhen |
| Fuzhou Airlines           | 1. Dunhuang 2. Fuzhou 3. Guiyang 4. Hohhot 5. Tiencin |
| GX Airlines               | 1. Bijie 2. Haikou 3. Jining 4. Nanning 5. Yulin |
| Hainan Airlines           | 1. Pekin 2. Changsha 3. Chongqing 4. Dalian 5. Fuzhou 6. Guangzhou 7. Guiyang 8. Haikou 9. Hangzhou 10. Harbin 11. Kunming 12. Nanchang 13. Nankin 14. Ningbo 15. Qianjiang 16. Qingdao 17. Sanya 18. Szanghaj-Pudong 19. Shaoguan 20. Shenyang 21. Shenzhen 22. Tokio-Narita 23. Urumczi 24. Wuhai 25. Xiamen 26. Xishuangbanna 27. Zhuhai |
| Hebei Airlines            | 1. Pekin-Daxing |
| Jiangxi Air               | 1. Nanchang 2. Urumczi |
| Jeju Air                  | 1. Jeju |
| Jin Air                   | Sezonowo: 1. Jeju |
| Joy Air                   | 1. Changsha 2. Harbin 3. Tiencin 4. Yantai |
| Juneyao Airlines          | 1. Guiyang 2. Guyuan 3. Haikou 4. Huizhou 5. Nankin 6. Szanghaj-Hongqiao 7. Szanghaj-Pudong 8. Wientian (od 19 listopada 2024) 9. Wuxi 10. Zhongwei |
| Korean Air                | 1. Seul-Inczon |
| Kunming Airlines          | 1. Kunming 2. Mang 3. Tengchong |
| Loong Air                 | 1. Baotou 2. Biszkek 3. Changzhou 4. Chifeng 5. Enshi 6. Hangzhou 7. Harbin 8. Kaszgar 9. Korla 10. Samarkanda 11. Taszkent 12. Weihai 13. Yantai 14. Yinchuan Sezonowe czartery: 1. Kota Kinabalu |
| Lucky Air                 | 1. Kunming 2. Lijiang 3. Xishuangbanna |
| Okay Airways              | 1. Changsha 2. Jiujiang 3. Nanchang 4. Ningbo 5. Shenzhen 6. Tiencin 7. Urumczi 8. Zhuhai |
| Ruili Airlines            | 1. Hohhot 2. Kunming 3. Shenyang |
| Scoot                     | 1. Singapur |
| Shandong Airlines         | 1. Aksu 2. Guilin 3. Guiyang 4. Heze 5. Jinan 6. Longnan 7. Qingdao 8. Xiamen 9. Yantai |
| Shanghai Airlines         | 1. Budapeszt 2. Szanghaj-Hongqiao |
| Shenzhen Airlines         | 1. Dunhuang 2. Guangzhou 3. Huizhou 4. Linyi 5. Nankin 6. Nanning 7. Nantong 8. Quanzhou 9. Shenyang 10. Shenzhen 11. Wenzhou 12. Wuxi 13. Yangzhou 14. Yantai 15. Yinchuan |
| Sichuan Airlines          | 1. Beihai 2. Changchun 3. Chengdu-Shuangliu 4. Chiang Mai 5. Chongqing 6. Diqing 7. Guiyang 8. Haikou 9. Harbin 10. Jiayuguan 11. Jinan 12. Kunming 13. Lhasa 14. Lijiang 15. Luzhou 16. Nyingchi 17. Osaka-Kansai 18. Panzhihua 19. Qingdao 20. Sanya 21. Szanghaj-Pudong 22. Shenyang 23. Shenzhen 24. Urumczi 25. Wanzhou 26. Xichang 27. Xishuangbanna 28. Yantai 29. Yibin 30. Yinchuan 31. Yingkou |
| Spring Airlines           | 1. Bangkok-Don Muang (od 27 października 2024) 2. Bangkok-Suvarnabhumi 3. Changchun 4. Fuyang 5. Jieyang 6. Nanchang 7. Ningbo 8. Osaka-Kansai 9. Szanghaj-Hongqiao 10. Szanghaj-Pudong 11. Shenyang 12. Shenzhen 13. Tonghua 14. Urumczi |
| Thai AirAsia              | 1. Bangkok-Don Muang |
| Thai Lion Air             | 1. Bangkok-Don Muang |
| Tianjin Airlines          | 1. Anqing 2. Anshun 3. Baotou 4. Bayannur 5. Changde 6. Chifeng 7. Chongqing 8. Dalian 9. Ganzhou 10. Guilin 11. Guiyang 12. Haikou 13. Hulun Buir 14. Hami 15. Harbin 16. Hengyang 17. Hohhot 18. Zhijiang 19. Jinan 20. Korla 21. Kunming 22. Libo 23. Lijiang 24. Londyn-Heathrow 25. Nankin 26. Sanya 27. Shenyang 28. Tacheng 29. Tiencin 30. Ulanhot 31. Urumczi 32. Wuhai 33. Xiamen 34. Yancheng 35. Yulin (Kuangsi) 36. Yulin (Yuyang) 37. Zhuhai 38. Zunyi-Maotai 39. Zunyi-Xinzhou |
| Tibet Airlines            | 1. Dali 2. Hangzhou 3. Jinan 4. Ko Samui 5. Kunming 6. Lhasa 7. Lijiang 8. Nankin 9. Nantong 10. Nyingchi 11. Qamdo 12. Shenzhen 13. Xishuangbanna |
| Urumqi Air                | 1. Zhanjiang |
| VietJet Air               | 1. Ho Chi Minh |
| Xiamen Air                | 1. Changsha 2. Fuzhou 3. Guyuan 4. Hangzhou 5. Quanzhou 6. Tiencin 7. Wanzhou 8. Xiamen 9. Yinchuan |